# 30144 Minubasu
30144 Minubasu è un asteroide della fascia principale. Scoperto nel 2000, presenta un'orbita caratterizzata da un semiasse maggiore pari a 2,3148801 UA e da un'eccentricità di 0,0663933, inclinata di 2,55429° rispetto all'eclittica.